# Midland (Texas)
Pour les articles homonymes, voir Midland.
Midland est une ville américaine, siège du comté de Midland, en partie située dans le comté de Martin, au Texas. Elle est connue comme étant la ville d'origine de George W. Bush et Laura Bush. En 2010, 2011 et 2012 c'est la région métropolitaine des États-Unis ayant eu la plus forte croissance de revenu par habitant principalement grâce à l'industrie minière ainsi que l'extraction de pétrole et de gaz.

## Géographie
Midland est située au sud des Grandes Plaines, dans l'ouest du Texas. Originellement elle fut construite à mi-chemin entre Fort Worth et El Paso. La population de la ville est de 111 147 habitants (2010) et se répartit sur une surface de 185 km2. La population de l'aire métropolitaine de Midland-Odessa est quant à elle de 274 002 habitants.

## Histoire
Le nom d'origine de la ville était Midway, du fait de la situation de la ville, à mi-chemin entre Fort Worth et El Paso. Ce nom fut modifié pour éviter la confusion avec les autres villes nommées Midway au Texas.
À ses débuts, la ville de Midland n'était qu'une petite bourgade dont l'économie était basée sur les fermes et ranchs environnant. En 1923, la découverte de pétrole dans le sol de la région transforme la ville en centre administratif des champs de pétrole de l'ouest du Texas et en ville commerciale d'importance régionale.

## Climat
| Mois                              | jan. | fév. | mars | avril | mai  | juin | jui. | août | sep. | oct. | nov. | déc. | année |
| --------------------------------- | ---- | ---- | ---- | ----- | ---- | ---- | ---- | ---- | ---- | ---- | ---- | ---- | ----- |
| Température minimale moyenne (°C) | −1   | 1    | 5    | 9     | 15   | 18   | 20   | 19   | 16   | 10   | 3    | 1    | 10    |
| Température maximale moyenne (°C) | 15   | 19   | 23   | 28    | 32   | 34   | 35   | 34   | 31   | 27   | 20   | 16   | 26    |
| Précipitations (mm)               | 13,5 | 14,7 | 10,7 | 18,5  | 45,5 | 43,4 | 48   | 45   | 58,7 | 45   | 16,5 | 16,5 | 375,9 |

| Diagramme climatique                                  |         |         |         |          |          |        |        |          |        |         |         |
| J                                                     | F       | M       | A       | M        | J        | J      | A      | S        | O      | N       | D       |
| 15−113,5                                              | 19114,7 | 23510,7 | 28918,5 | 321545,5 | 341843,4 | 352048 | 341945 | 311658,7 | 271045 | 20316,5 | 16116,5 |
| Moyennes : • Temp. maxi et mini °C • Précipitation mm |         |         |         |          |          |        |        |          |        |         |         |

## Démographie
| Groupe            | Midland | Texas | États-Unis |
| ----------------- | ------- | ----- | ---------- |
| Blancs            | 75,5    | 70,4  | 72,4       |
| Afro-Américains   | 7,9     | 11,9  | 12,6       |
| Autres            | 12      | 10,5  | 6,4        |
| Métis             | 2,5     | 2,7   | 2,9        |
| Asiatiques        | 1,4     | 3,8   | 4,8        |
| Amérindiens       | 0,7     | 0,7   | 0,9        |
| Total             | 100     | 100   | 100        |
|                   |         |       |            |
| Latino-Américains | 37,6    | 37,6  | 16,7       |

Selon l'American Community Survey, pour la période 2011-2015, 68,27 % de la population âgée de plus de 5 ans déclare parler l'anglais à la maison, 28,97 % l'espagnol, 0,75 % une langue chinoise et 2,01 % une autre langue.

## Monuments et lieux remarquables
Midland, surnommée The Tall City (La ville grande), possède de nombreux gratte-ciel pour une ville de cette taille (The Wilco Building, The Bank of America Building...). L'aéroport international de Midland dessert l'aire urbaine de Midland-Odessa et l'Interstate 20 passe par la ville.

## Sport
Le tournoi de tennis de Midland est un tournoi féminin professionnel se déroulant à Midland.
Les RockHounds de Midland sont une équipe de baseball évoluant en Texas League (AA). Ils sont affiliés aux Athletics d'Oakland.
Le Midland-Odessa FC est une équipe de soccer qui évolue en NPSL.

## Jumelages
- Chihuahua (Mexique)
- Dongying (Chine)
- New Amsterdam (Guyana)
- Saskatoon (Canada)
- Wirral (Royaume-Uni)

## Personnalités liées à la ville

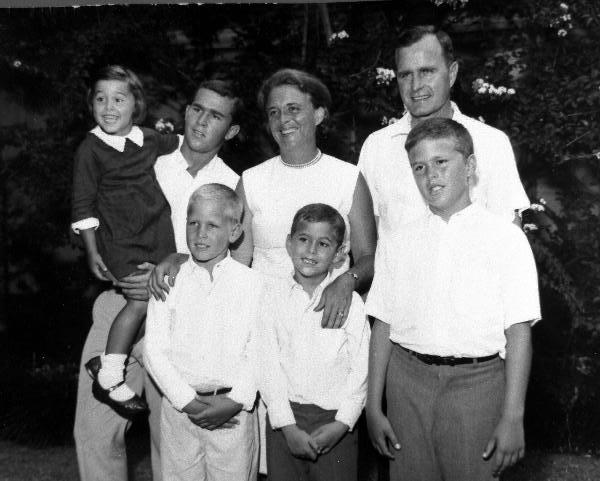
La famille Bush.

- George W. Bush a vécu enfant à Midland où Jeb Bush, son frère, est né et où Laura Bush, sa femme, est née aussi ;
- Kathy Baker, actrice, est née à Midland ;
- Woody Harrelson, acteur, est né à Midland;
- Jackson Rathbone, acteur et musicien, vient de Midland.
- Susan Graham, mezzo-soprano.